# Chiesa del Sacro Cuore di Gesù (Moconesi)
La chiesa del Sacro Cuore di Gesù è un luogo di culto cattolico situato nella frazione di Ferrada, in via Francesco Musante, nel comune di Moconesi nella città metropolitana di Genova. La chiesa è sede della parrocchia del Sacro Cuore di Gesù e Santa Margherita del vicariato della Val Fontanabuona della diocesi di Chiavari.

## Storia e descrizione

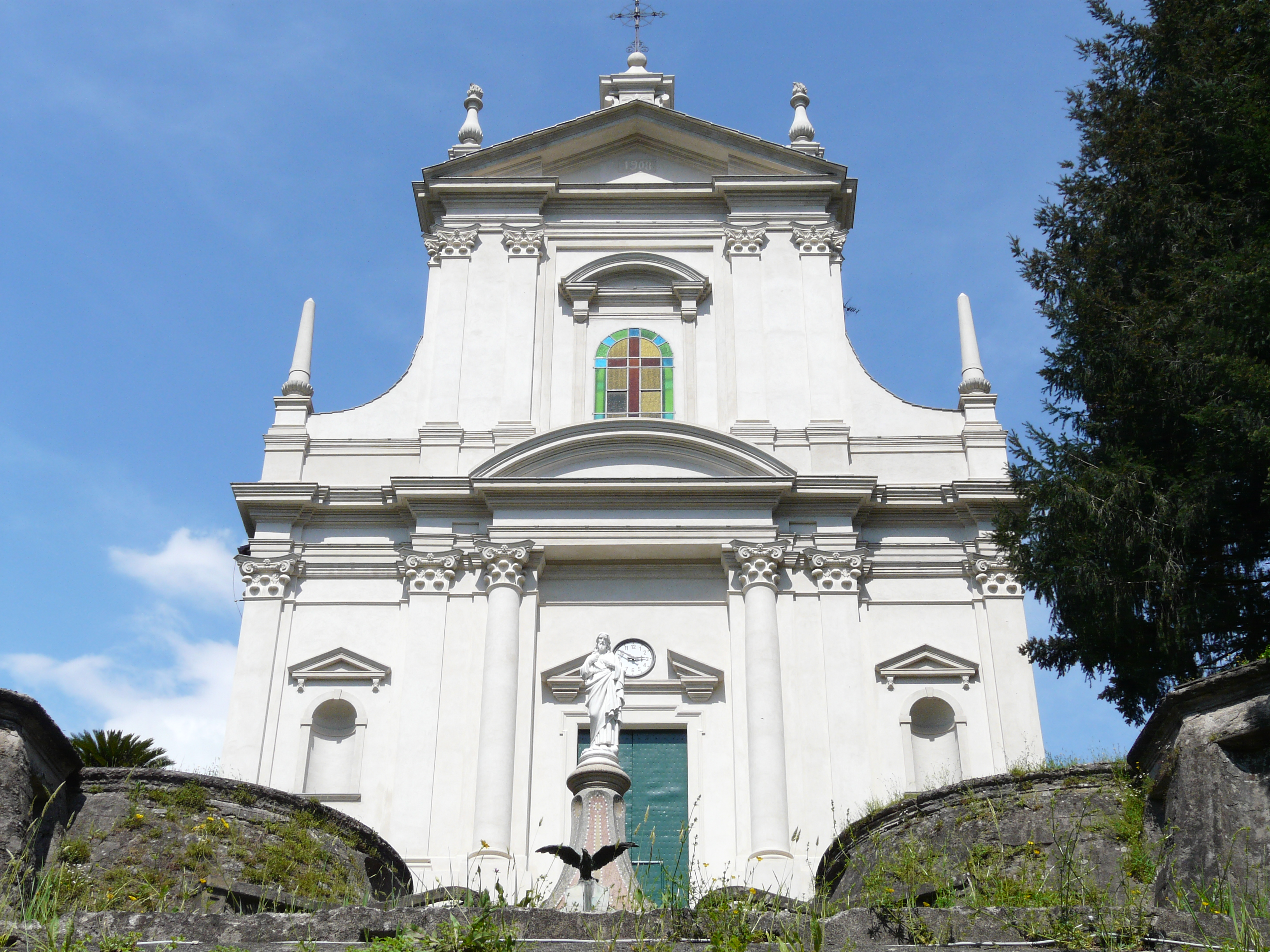
Particolare della facciata

Fu ufficialmente aperta al culto religioso il 12 settembre del 1909 in sostituzione dell'antica parrocchiale di Moconesi. L'edificio fu consacrato da monsignor Giovanni Gamberoni della diocesi di Chiavari il 28 febbraio del 1916.
Anticamente la parrocchia comprendeva anche l'abitato di Moconesi Alto successivamente distaccata dal 1º novembre del 1929.